# Siegfried Stocker
Siegfried Stocker (* 15. Juli 1944; † 4. Juni 2016) war ein deutscher Unternehmer. Er übernahm 1970 die väterliche Pfisterei (Bäckerei), wandelte sie in die heutige Ludwig Stocker Hofpfisterei GmbH um, und galt durch die ökologische Produktion als „Umwelt-“ bzw. „Öko-Pionier“.

## Leben
Siegfried Stocker war der Sohn des Münchener Pfisters Ludwig Stocker, der 1917 von der königlichen Krongutsverwaltung die Pfisterei pachtete, nach den Zerstörungen in der Münchener Altstadt im Zweiten Weltkrieg
1947 nahe dem Hofbräuhaus am Platzl wieder aufbaute und nach der Übernahme der Pfistermühle in Altstadt 1964 in der Kreittmayrstraße 5 erneut mit dem Brote backen begann.
Bereits 1963 stieg Siegfried Stocker in das Familienunternehmen ein. 1970 übernahm Siegfried Stocker, der Volkswirtschaftslehre studiert hatte, den väterlichen Betrieb, wandelte ihn in das heutige Unternehmen um und verfolgte eine Differenzierungsstrategie, indem er naturnahe (ökologische) Fertigung in den Vordergrund stellte. Trotz anfänglicher Akzeptanzschwierigkeiten produzierte das Unternehmen ab 1993 ausschließlich ökologische Brote und konnte mit dem wachsenden Umweltbewusstsein der Bevölkerung in den 1980er Jahren seine Marktposition festigen. Ein besonderes Anliegen des "Brot-Königs" war es, das Grundwasser zu schützen. Innerhalb von zehn Jahren eröffnete er rund 100 Filialen.
Als er starb, bauten fast 600 Öko-Landwirte Roggen, Weizen, Dinkel und Gerste für das Unternehmen an. Unter anderem erwarb Siegfried Stocker in Landshut die Meyer-Mühle und baute sie zu Deutschlands größter Biomühle aus (Landshuter Kunstmühle C. A. Meyer’s Nachfolger AG), zudem baute er in den 1990er Jahren in Emmering die Öko-Metzgerei Landfrau auf. Die Hofpfisterei GmbH hatte 2016, als er starb, 163 Filialen, knapp 1.000 Mitarbeiter und 93 Millionen Euro Umsatz im Jahr. Das Unternehmen wurde mehrfach ausgezeichnet. Für das Unternehmen arbeitete er selbst 45 Jahre lang, dann übernahm die Tochter Nicole Stocker das Unternehmen.
Siegfried Stocker lebte in Icking. Er war in Arbeitgeber-, Nahrungsmittel- und Umweltverbänden aktiv, so zum Beispiel Vorsitzender der Arbeitgebervereinigung Nahrung und Genuss. Er starb im Alter von 71 Jahren. Die Trauerfeier fand in der Münchener Kirche St. Benno statt. Nach seinem Tod übernahm Nicole Stocker gänzlich die Firmengeschäfte.

## Persönliche Auszeichnungen
- 1994: Ökomanager des Jahres Kategorie „Mittelstand“
- 1997: Bundesverdienstkreuz 1. Klasse[1]
- 2008: Bayerischer Verdienstorden[9]